# Євдокіївка (Будьоннівський район)
Євдокіївка — колишнє село, підпорядковувалося Донецькій міській раді.

## Загальні дані
1810 року генерал-майор Йосип Матвійович Іловайський заснував поселення, яке з 1820-го звалося Євдокіївським. На початку 1860-х років у Євдокіївському проживало 99 селян чоловічої статі. 1910 року у Євдокіївці працювали бакалія, млин, здійснювалася торгівля пивом.
У 1900 році колишній смоленський селянин Прохоров та інші власники шахт продали свої шахти франко-бельгійському акціонерному товариству, яке з 1900 по 1914 рік побудувало цілий ряд шахт: № 5 «Євдокіївка», № 9 «Капітальна» та інші.
Складалося із Євдокіївки Верхньої та Нижньої. Було поселенням шахтарів, що обслуговували шахту № 16/17 «Євдокіївська» та побудований пізніше Донецький завод коксохімобладнання.
Село постраждало внаслідок геноциду українського народу, вчиненого урядом СССР у 1932—1933 роках, кількість встановлених жертв — 73 особи.
Станом на 2010-ті роки — мікрорайон Будьоннівського району Донецька.